# تاریپه (بوتان)
تاریپه (به لاتین: Taripe) یک منطقهٔ مسکونی در بوتان (کشور) است که در Trashigang District واقع شده‌است.